# Josef Bartoš (historik)
Josef Bartoš (4. prosince 1931, Klopina – 21. listopadu 2005) byl český historik.

## Životopis
Vystudoval Fakultu sociálních věd Vysoké školy politických a hospodářských věd (1953) a Filozoficko-historickou fakultu Univerzity Karlovy (1955). V roce 1965 získal doktorát, v roce 1969 se habilitoval a v letech 1980–1990 byl profesorem. Od roku 1962 působil na Filozofické fakultě Univerzity Palackého v Olomouci, kde v letech 1962–1992 vedl Kabinet regionálních dějin a v letech 1977–1990 Katedru historie. Od roku 1996 pracoval jako externista.
Podílel se na Historickém místopisu Moravy a Slezska 1848–1960 a velkých kolektivních monografiích Prostějov. Dějiny města (dva svazky 1999–2000) a Dějiny Olomouce (dva svazky 2009).

## Dílo (výběr)
- (společně s Milošem Traplem:) Dějiny Moravy. Díl 4. Svobodný stát a okupace. Brno 2004.
- Javoříčko. Pravda a legendy. 2. vyd. Olomouc 2010.
- Odboj proti nacistickým okupantům na Olomoucku v letech 1939–1945. Olomouc 1997.
- Prostějovsko v době nacistické okupace a protifašistický odboj v letech 1939–1945. Olomouc 1998.